# Paris–Bourges 2017
Das 67. Paris–Bourges 2017 war ein französisches Straßenradrennen mit Start in Gien und Ziel in Bourges nach 190,3 km. Es fand am Donnerstag, den 5. Oktober 2017, statt. Zudem war es Teil der UCI Europe Tour 2017 und dort in der Kategorie 1.1 eingestuft.
Sieger wurde im Massensprint der Franzose Rudy Barbier von AG2R La Mondiale vor seinem Landsmann Marc Sarreau von FDJ.

## Teilnehmende Mannschaften
| WorldTeams (3)- Katusha-Alpecin - FDJ - AG2R La Mondiale Professional Continental Teams (8)- Delko Marseille Provence KTM - Direct Énergie - Fortuneo-Oscaro - Sport Vlaanderen-Baloise - Wanty-Groupe Gobert - WB-Veranclassic-Aqua Protect - Verandas Willems-Crelan - Cofidis, Solutions Crédits Continental Teams (8)- Armée de terre - Vorarlberg - 0711/Cycling - HP BTP-Auber 93 - Roubaix Lille Métropole - Differdange-Losch - Euskadi Basque Country-Murias - Roth-Akros |
| |

## Strecke
Der Start erfolgte in Gien. Nach einem hügeligen Mittelteil der Strecke verlief die Strecke relativ flach dahin. Nach etwa 190 Kilometer endete der Klassiker in Bourges.

## Rennverlauf
Kurz nach dem Start probierten u. a. Sylvain Chavanel (Frankreich/Direct Energie) und Marco Mathis (Deutschland/Katusha Alpecin) eine Fluchtgruppe zu initiieren. Jedoch wurden sie bei Kilometer 15 gestellt. Bei Kilometer 18 rissen vier Fahrer aus, u. a. mit Anthony Delaplace. Die Ausreißer konnte sich absetzen und hatten maximal bei Kilometer 80 vier Minuten Vorsprung zum Feld. Anschließend nahm der Vorsprung ab, bis sie etwa fünf Kilometer vor dem Ziel eingeholt wurde. Am Ende kam es zu einem Massensprint. Diesen entschied der Franzose Rudy Barbier von AG2R La Mondiale vor seinem Landsmann Marc Sarreau von FDJ für sich.

## Rennergebnis
| #      | Fahrer             | Team                         | Zeit       |
| ------ | ------------------ | ---------------------------- | ---------- |
| Sieger | Rudy Barbier       | AG2R La Mondiale             | 4h 34' 36" |
| 2.     | Marc Sarreau       | FDJ                          | gl. Zeit   |
| 3.     | Jeremy Lecrocq     | Roubaix Lille Métropole      | gl. Zeit   |
| 4.     | Justin Jules       | WB Veranclassic Aqua Protect | gl. Zeit   |
| 5.     | Christophe Laporte | Cofidis, Solutions Crédits   | gl. Zeit   |
| 6.     | Armindo Fonseca    | Fortuneo-Oscaro              | gl. Zeit   |
| 7.     | Tom Devriendt      | Wanty-Groupe Gobert          | gl. Zeit   |
| 8.     | Timothy Dupont     | Vérandas Willems-Crelan      | gl. Zeit   |
| 9.     | Rick Zabel         | Team Katusha Alpecin         | gl. Zeit   |
| 10.    | Andrea Pasqualon   | Wanty-Groupe Gobert          | gl. Zeit   |